# General Electric J47

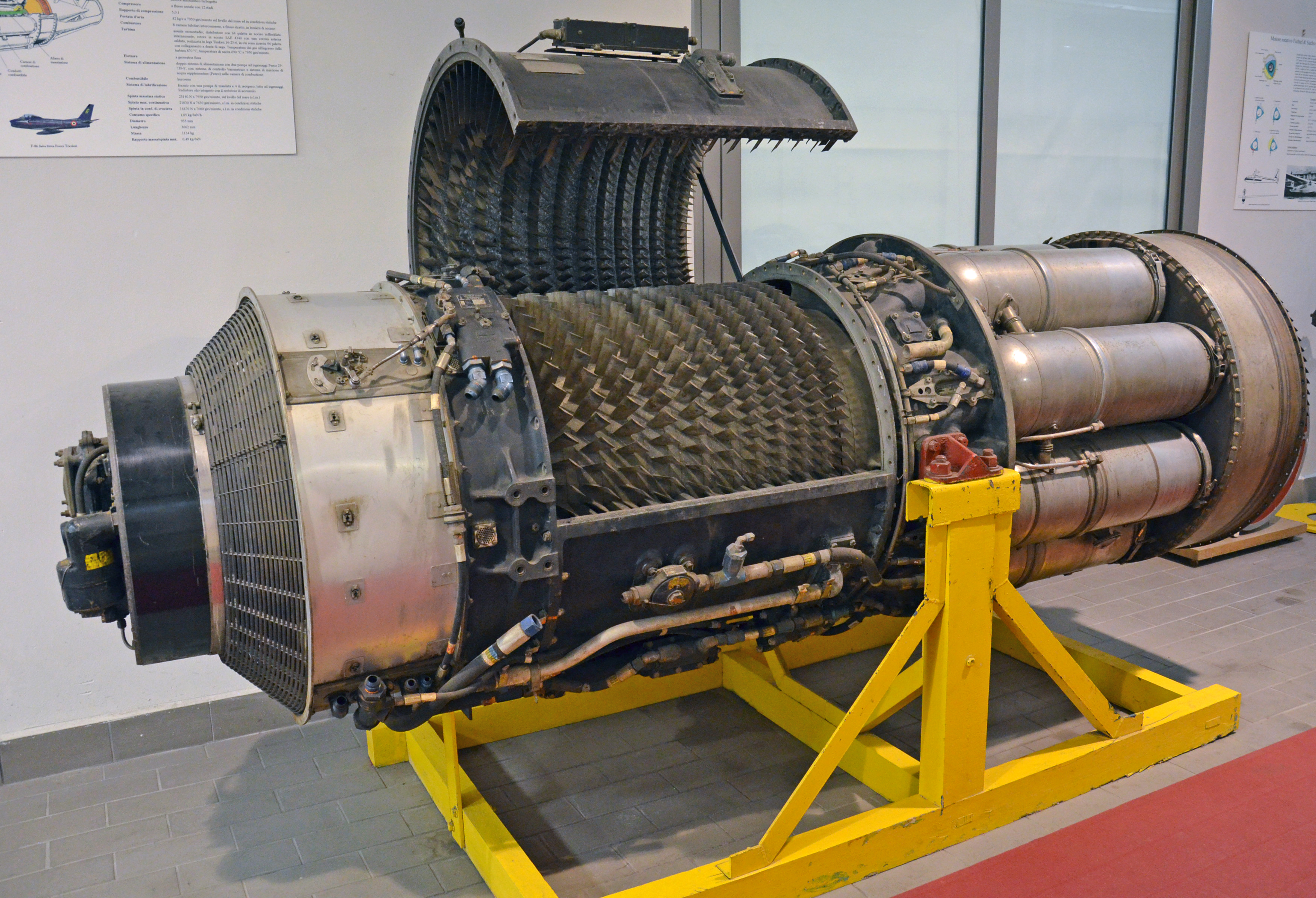
General Electric J47-GE-13

Das General Electric J47 (auch General Electric TG-190) war ein Strahltriebwerk, das auf der Basis des General Electric J35 vom US-amerikanischen Hersteller General Electric entwickelt wurde. Mit über 35.000 Einheiten ist es das meistgebaute Flugzeugtriebwerk der Welt.

## Geschichte

### Entwicklung
Die General Electric Company entwickelte das  J47 aus dem J35. Der erste Testlauf erfolgte am 21. Juni 1947. Die ersten Flugerprobungen fanden im Mai 1948 statt. Im September desselben Jahres erreichte eine North American F-86, ausgerüstet mit dem J47, einen neuen Geschwindigkeitsweltrekord.

### Produktion
Bis 1956 lief die Serienfertigung, auch bei mehreren Lizenznehmern, wobei insgesamt mehr als 35.000 Einheiten produziert wurden.

### Einsatz

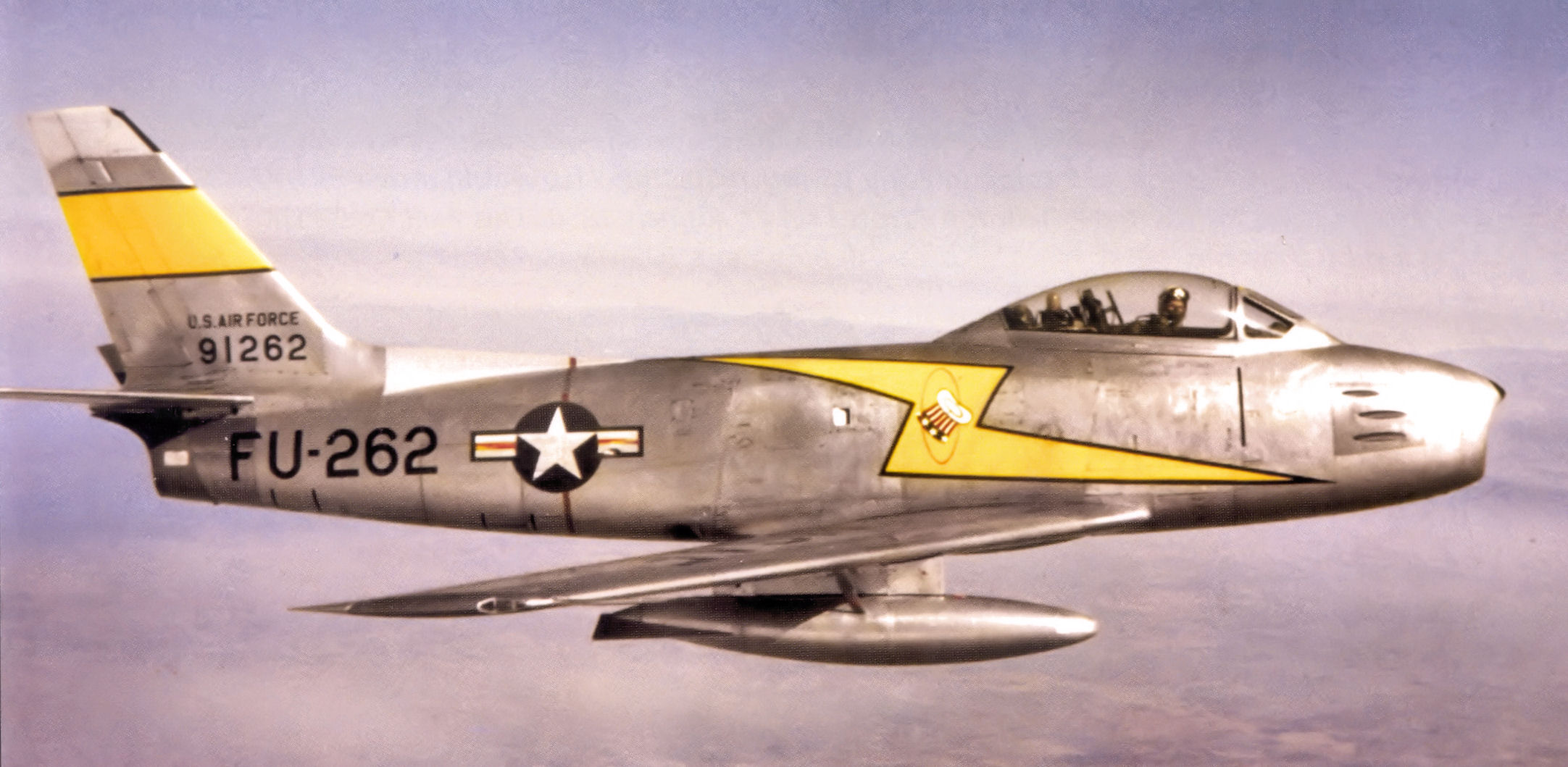
F-86A Sabre

Neben der F-86 A, D und E sowie der Navy-Ausführung FJ-2, wurde das Triebwerk auch in die XF-91, Convair B-36, North American B-45, Boeing B-47 und Martin XB-51  eingebaut.
In der Boeing KC-97 blieb das Triebwerk bis 1978 im Truppendienst.
Eine Variante des Triebwerks mit der Bezeichnung General Electric X-39 wurde für Experimente zum Nuklearantrieb von Flugzeugen verwendet.

### Wartung
Die anfangs extrem kurze TBO – 1948 bei nur 15 Betriebsstunden – konnte bis 1956 bei einigen Varianten auf 1200 Stunden erhöht werden. Gewöhnlich wurden 625 Stunden mit kleineren Reparaturen angestrebt.

## Konstruktion
Es hatte einen zwölfstufigen Axialverdichter und eine einstufige Turbine. Es wurden acht Einzelbrennkammern verwendet. Auch ein Nachbrenner konnte angebaut werden.

## Verwendung (Auswahl)

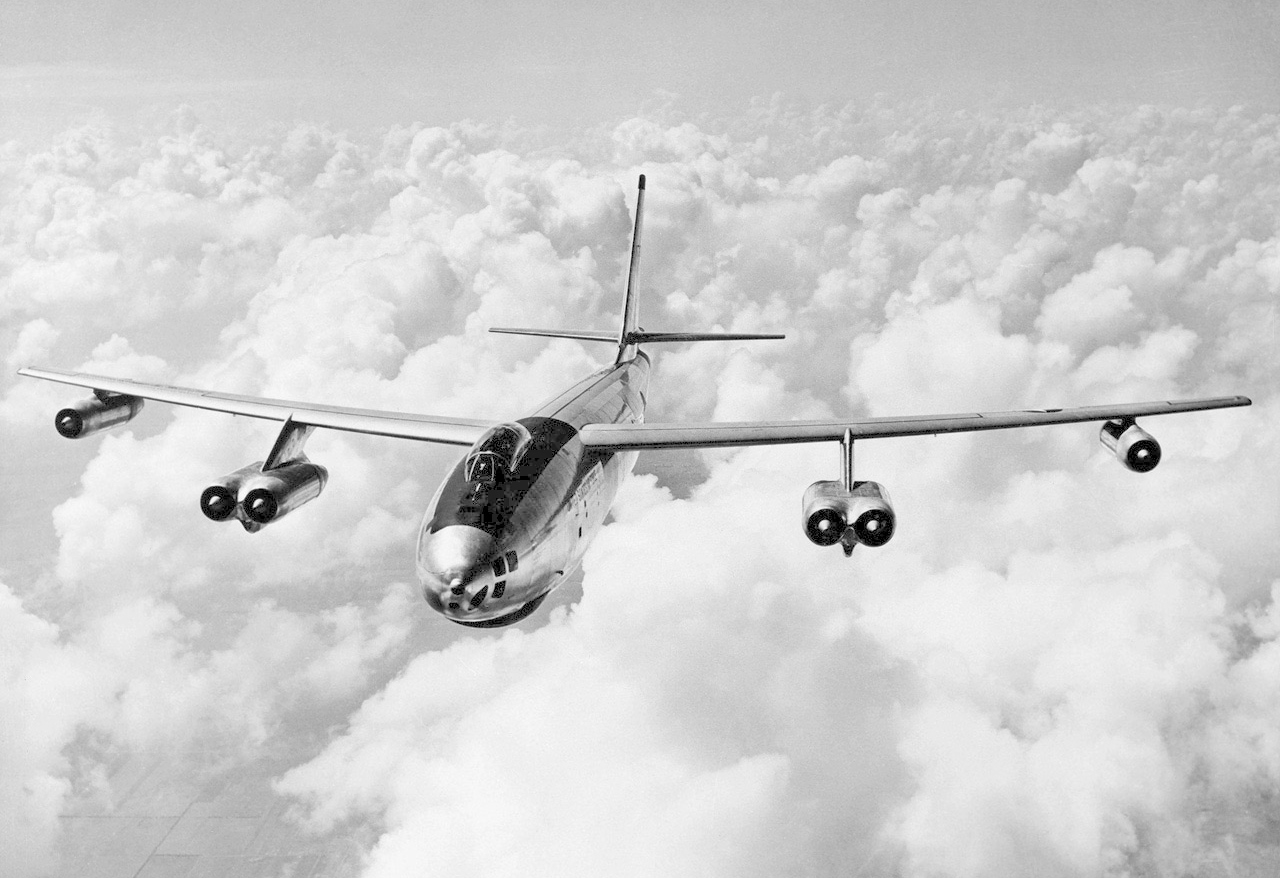
B-47 Stratojet mit sechs Triebwerken

### Serienflugzeuge

#### Flugzeuge mit reinem Jetantrieb
- North American B-45 Tornado, 1948
- North American F-86 Sabre, 1948
- Boeing B-47 Stratojet, 1948

#### Flugzeuge mit Mischantrieb
- Convair B-36 Peacemaker
- Boeing KC-97

### Experimentalflugzeuge und Prototypen
- Republic XF-91 Thunderceptor, 1949
- Martin XB-51, 1949
- Fairchild XC-123A, 1951

## Technische Daten (J47-GE-25)
- Kompressor: zwölfstufig, axial
- Turbine: einstufig axial

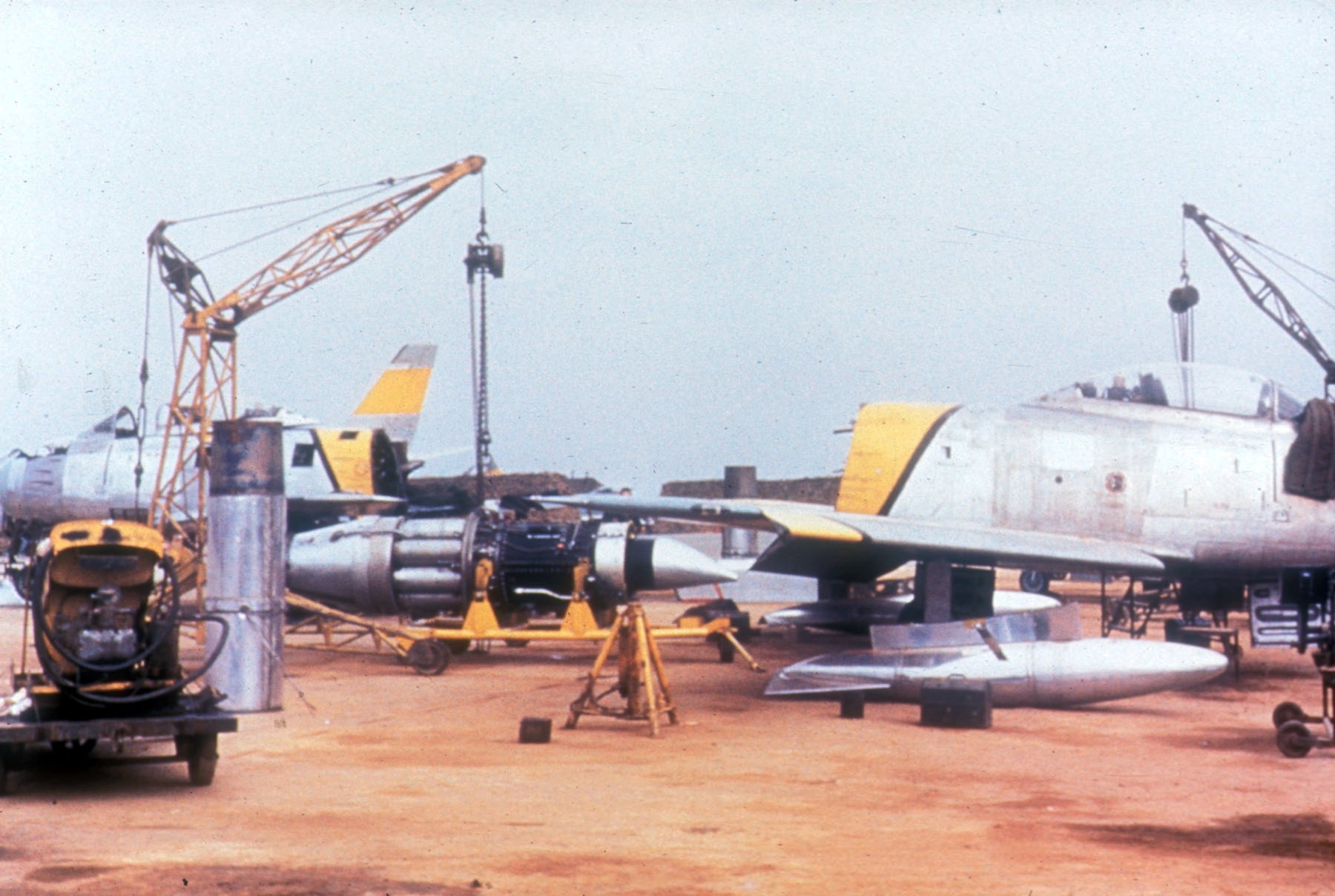
Triebwerkwechsel an einer F-86E in Korea

- Abmessungen:  Länge 3,66 m, Durchmesser 0,933 m
- Masse: 1220 kg
- Schub 25,8  kN
- Höchstdrehzahl: 7950 min −1
- max. Einsatzhöhe: 15.200 m